# کوتو نو نایشی

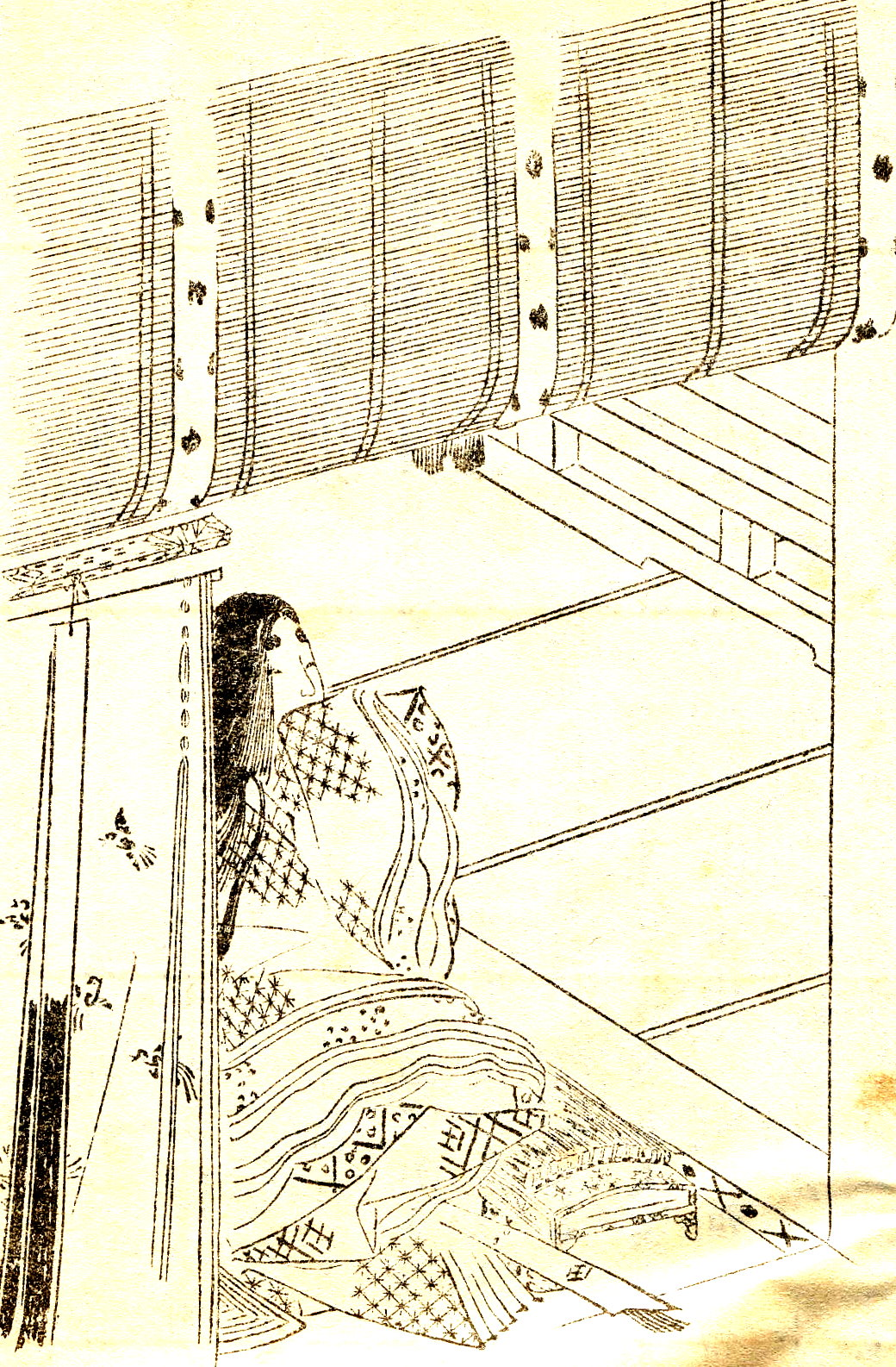

کوتو نو نایشی (به ژاپنی: 勾当内侍 こうとうのないし)، تولد نامشخص - مرگ نامشخص - یک زن در اواخر دوره کاماکورا و اوایل دوره نانبوکوچو و همسر غیر اصلی سوکوشیتسوی نیتتا یوشی‌سادا بود.
کوتو نایشی در اواخر دوره کاماکورا به جنبش ضد شوگونی امپراتور گودایگو پیوست.
گفته می‌شود که امپراتور او را به عنوان پاداش به نیتا یوشی‌سادا، که در سقوط کاماکورا نقش داشت، اعطا کرد و او همسر او شد.